# The Seminole's Trust
Pour plus de détails, voir Fiche technique et Distribution.
The Seminole's Trust est un film muet américain, produit par la Kalem, tourné en Floride, réalisé par Sidney Olcott avec Gene Gauntier, sorti en 1910. Une histoire qui met en scène des indiens Seminoles.

## Fiche technique
- Titre original : The Seminole's Trust
- Réalisateur : Sidney Olcott
- Photographie :
- Acteur : Gene Gauntier
- Société de production : Kalem Company
- Pays : États-Unis
- Lieu de tournage : Jacksonville (Floride)
- Longueur : 960 pieds
- Date de sortie :
  -  États-Unis : 16 mars 1910 (New York).

## Distribution
- Gene Gauntier